# Catedral de Reims
La catedral de Notre-Dame de Reims, del segle xiii, és una de les grans obres de l'art gòtic a França, tant per l'arquitectura com per les escultures. Està inscrita com a patrimoni de la Humanitat de la UNESCO. La catedral era, durant l'Antic Règim, el lloc de la coronació dels reis de França.

## Història

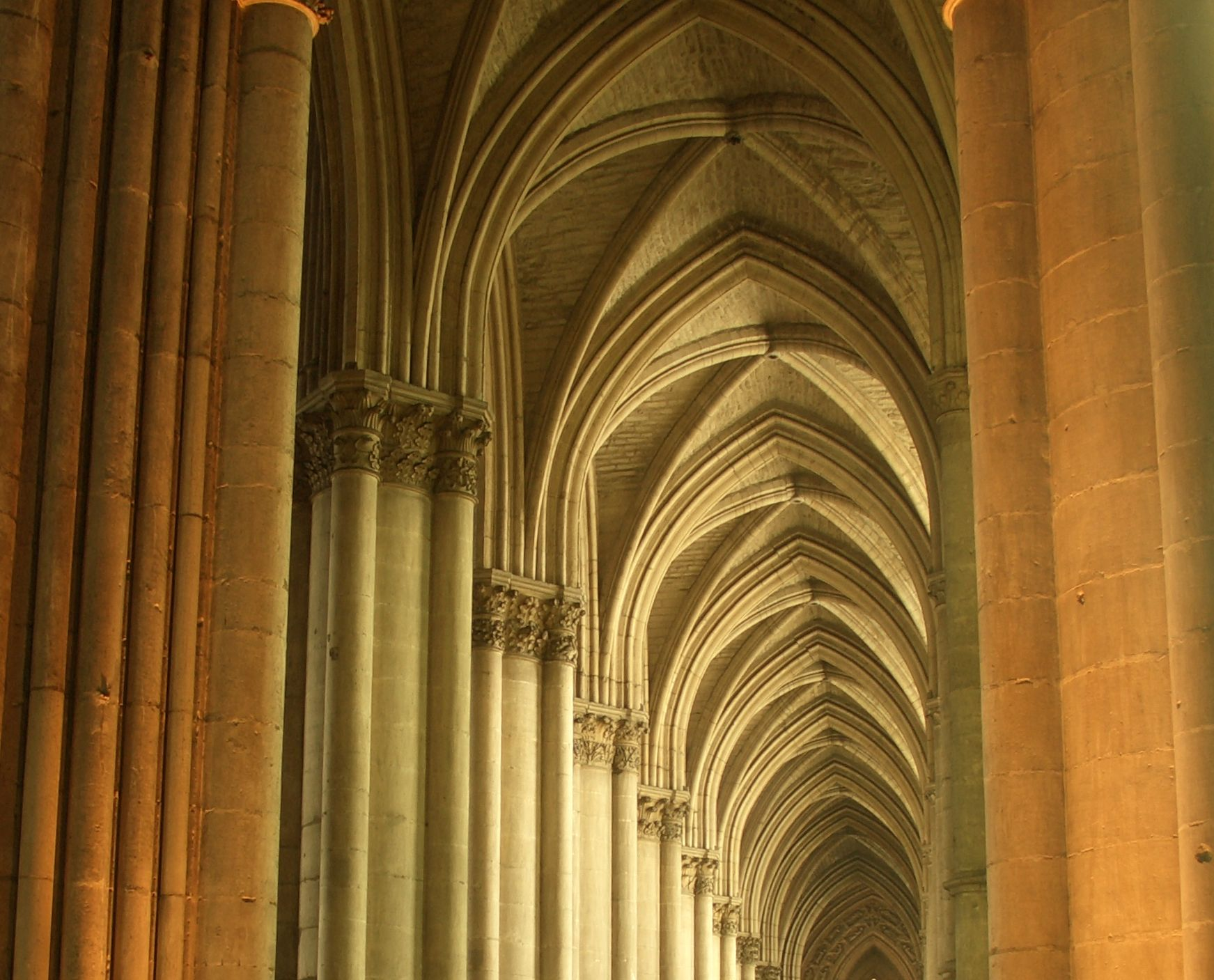
Una de les naus laterals

Una primera catedral fou edificada a Reims al segle v pel bisbe Sant Nicasi a sobre d'unes antigues termes romanes. Ja dedicada a la Santa Verge, aquest edifici va acollir el bateig de Clodoveu I (498) consagrat per l'arquebisbe Sant Remi. El 816, el fill de Carlemany, Lluís I el Pietós escull Reims per consagrar-se emperador. És allí que hom custodiava la Sainte Ampoule, un petit recipient portat, segons la tradició per una colomba, i que contenia un oli que va servir per a la unció de Clodoveu, rei dels francs, quan va ésser batejat. La potència política dels arquebisbes de Reims va permetre que Enric I (1027) fixés aquesta catedral com a lloc de la consagració dels monarques de França. Aquesta catedral és coneguda com la Catedral Màrtir, a causa de les destruccions que patí durant la Primera Guerra Mundial i també com a Catedral dels Àngels. Restauracions molt acurades varen retornar-li la bellesa.

## Arquitectura i escultura
L'edifici es caracteritza per una arquitectura gòtica de gran unitat, no obstant el fet que la construcció es va allargar sobre dos-cents anys, però principalment durant el segle xiii, i les proporcions són grandioses. La façana principal, façana oest, està dedicada a la santíssima Mare de Déu, presenta dues torres de 81,50 m. Una galeria dels reis de grandiosa factura, una magnífica rosassa i tres grans portals. Al centre del principal una gran estàtua de la Mare de Déu somrient, al costat dret les escenes de l'Anunciació (amb l'àngel Gabriel també somrient) i la Visitació; al costat esquerre la Presentació de Jesús al Temple, amb una singular estàtua de Sant Josep representat amb caràcter simpàticament picardiós. En la part superior central la Coronació de la Verge Maria. El famós "Àngel del somriure", símbol de Reims, és al portal esquerre. Molts dels grups escultòrics semblen conversar, mirant-se uns personatges amb altres. La façana interior és, ella mateixa, decorada amb figures esculpides d'entre les quals les cèlebres de la «Comunió del cavaller».
Al portal de la façana nord hi ha al centre una majestuosa estàtua de Crist, coneguda com el Bell Déu de Reims. Havia perdut el cap al bombardejos i va ser restaurat per l'esculptor Leandro Barra el 2014. La nau central a l'interior de la catedral és d'una elegància incomparable.